# 미야모토 유리코
미야모토 유리코(일본어: 宮本 百合子, 1899년 2월 13일 ~ 1951년 1월 21일)는 일본의 소설가, 사회 활동가이자 문학평론가로 다이쇼 시대와 초기 쇼와 시대에 활동하였다. 프롤레타리아 해방과 여성 해방 운동에 참여한 것과 그의 자서전으로 알려져 있다.
미야모토는 미국과 소련을 다녀와 귀국하였으나 여러 저술들이 검열되었고 정치적 관점으로 인해 반복적으로 구속되었다. 주요한 저술로 《반슈 평야》(播州平野), 《풍지초》(風知草) 등이 있다. 그와 남편인 미야모토 겐지는 일본의 여성과 노동계급 해방운동의 중요한 인물 중 하나로 평가된다. 혼전 성은 주조(中條)이다.

## 주요 저서

### 중편
- 《노부코》 (伸子, 1924년)
- 《반슈평야》 (播州平野, 1946년)
- 《풍지초》 (風知草, 1946년)
- 《두 개의 정원》 (二つの庭, 1947년)
- 《도표》 (道標, 1950년)

### 단편
- 《가난한 사람들》 (貧しき人々の群, 1916년)
- 《1932년의 봄》 (一九三二年の春, 1932년)
- 《유방》 (乳房, 1935년)
- 《삼나무 울타리》 (杉垣, 1939년)
- 《3월의 제4 일요일》 (三月の第四日曜, 1940년)

### 논픽션
- 《12년의 편지》 (十二年の手紙, 1952년)

## 같이 보기
- 일본 문학